# Zábluda
Zábluda (Escallonia) je středoamerický a jihoamerický rod keřů nebo nízkých stromků. Rod je tvořený asi 40 často podobnými, a proto nelehce rozlišitelnými druhy a patří do čeledi zábludovitých, často je uváděna jeho minulá a již neplatná příslušnost k čeledi rostlin meruzalkovitých.

## Rozšíření
Rostliny jsou rozšířeny od Kostariky na severu až po pobřeží kolem Magellanova průlivu na jižním cípu Ameriky. Největší druhová rozmanitost je v hornatých oblastech And, dobře také rostou i v blízkosti moře. Na půdu nejsou náročné, potřebují jen dostatek vláhy, často se vyskytují na dlouhodobě zamokřených místech. Pro zdárný růst a kvetení požadují plně osluněné stanoviště, tolerují horské i slané přímořské prostředí. Některé druhy snášejí i tuhou zimu, při které shazují listy, ale do dřeva nenamrzají.

## Popis
Nejčastěji stálezelené dřeviny se stonky nebo kmínky se šedavou loupající se kůru dorůstající nejvýše do 3 m. Některé druhy jsou různě intenzivně porostlé tuhými chlupy. Listy jsou kožovité, leskle zelené, vyrůstají střídavě, jsou přisedlé a nemají palisty. Jejich čepele jsou obvejčité, eliptické nebo podlouhlé, po obvodě ostře pilovité, na bázi klínovité a na konci špičaté a mají zpeřenou žilnatinu.
Oboupohlavné, pravidelné, pětičetné, krátce stopkaté květy s mělkou češulí a vonící po medu vyrůstají na koncích větviček v hroznech či latách nebo osamoceně. Kalichy jsou tvořeny vejčitými lístky s ostrým vrcholem. Mnohem delší, volné a zvonkovitě uspořádané korunní lístky jsou podlouhle lopatkovité, mají dlouhý nehtík tvořící trubku, na jejím konci kolmo odstávají a jsou nazpět ohnuté. V květu jsou nektaria, pět tyčinek dlouhých asi jako kališní lístky a dvou nebo třídílný spodní semeník nesoucí válcovitou čnělku s bliznou. Květy bývají barvy růžové, červené, karmínové, žluté nebo i bílé. Kvetou od června do října, za opylovače slouží včely, motýli i kolibříci.
Plody jsou do 1 cm dlouhé suché tobolky s mnoha malými, podélnými a často zakřivenými semeny. Zábludy se samovolně rozmnožují semeny, uměle pak řízky.

## Význam
Některé druhy se cíleně šlechtí pro zahradnické účely, jsou pro své květy vysazovány i v Evropě (včetně České republiky). V domovině bývají keře pro svou špatnou prostupnost používány k ohrazení pozemků, poskytují také vhodné prostředí pro hnízdění drobného ptactva. Dřevo, které není kvalitní, slouží převážně k topení.

## Pojmenování
České jméno "zábluda" dal rodu v 19. století botanik Karel Bořivoj Presl. V historické slovenštině zábluda značí cestu, která nikam nevede, slepou uličku.